# Warhead (groupe belge)
Pour les articles homonymes, voir Warhead.
Warhead est un groupe belge de thrash metal, originaire de Drieslinter, de la province du Brabant flamand, actif entre 1983 et 1989.

## Histoire
Le groupe est formé en 1983 et sort son premier album Speedway, en 1984. Il est suivi par The Day After, leur deuxième album, en 1986. Le groupe décide de se séparer en 1989. Pour célébrer ses 20 ans d'existence, le groupe revient brièvement en 2002 pour sortir Speedway / The Day After chez Mausoleum Records,.
Pierre Vercaigne alias Evil Tyrant décède en 2021, date à laquelle le groupe annonce son retour.

## Discographie
- 1984 : Speedway (album studio)
- 1986 : The Day After (album studio)
- 1988 : Heavy Hell and Metal (Crossfire / Killer / Warhead / Stranger / Kat / Elise) (split)
- 2002 : Speedway / The Day After